# Emilia-Romagna Tennis Cup 2024
L'Emilia-Romagna Tennis Cup 2024 è stato un torneo maschile di tennis professionistico. È stata la 5ª edizione del torneo, facente parte della categoria Challenger 125 nell'ambito dell'ATP Challenger Tour 2024, con un montepremi di 148 000 €. Si è giocato dal 17 al 23 giugno 2024 sui campi in terra rossa dello Sporting Club Sassuolo di Sassuolo, in Italia.

## Partecipanti

### Teste di serie
| Nazionalità | Giocatore              | Ranking* | Testa di serie |
| ----------- | ---------------------- | -------- | -------------- |
| Argentina   | Federico Coria         | 69       | 1              |
| Francia     | Alexandre Müller       | 78       | 2              |
| Croazia     | Borna Ćorić            | 88       | 3              |
| Germania    | Daniel Altmaier        | 89       | 4              |
| Italia      | Fabio Fognini          | 102      | 5              |
| Francia     | Luca Van Assche        | 105      | 6              |
| Argentina   | Francisco Comesaña     | 120      | 7              |
| Argentina   | Thiago Agustín Tirante | 124      | 8              |

* Ranking al 10 giugno 2024.

### Altri partecipanti
I seguenti giocatori hanno ricevuto una wild card per il tabellone principale:
- Federico Arnaboldi
- Federico Cinà
- Fabio Fognini

I seguenti giocatori sono entrati in tabellone come alternate:
- Juan Pablo Ficovich
- Jahor Herasimaŭ
- Jiří Veselý

I seguenti giocatori sono passati dalle qualificazioni:
- Valentin Royer
- Riccardo Bonadio
- Guido Andreozzi
- Alexander Weis
- Martin Kližan
- Marco Cecchinato

## Punti e montepremi
| Torneo    | Torneo              | V      | F      | SF    | QF    | 2T    | 1T    | Q | Q2  | Q1  |
| Singolare | Punti               | 125    | 64     | 35    | 16    | 8     | 0     | 5 | 3   | 0   |
| Singolare | Premi in denaro (€) | 19 650 | 11 570 | 6 850 | 3 990 | 2 345 | 1 420 | – | 710 | 355 |
| Doppio    | Punti               | 125    | 64     | 35    | 16    | –     | 0     | – | –   | –   |
| Doppio    | Premi in denaro (€) | 8 420  | 4 900  | 2 940 | 1 750 | –     | 990   | – | –   | –   |

## Campioni

### Singolare
Jesper de Jong ha sconfitto in finale  Daniel Altmaier con il punteggio di 7–6(5), 6–1.

### Doppio
Marco Bortolotti /  Matthew Romios hanno sconfitto in finale  Ryan Seggerman /  Patrik Trhac con il punteggio di 7–6(7), 2–6, [11–9].